# Cyrtandra sericifolia
Cyrtandra sericifolia är en tvåhjärtbladig växtart som beskrevs av Margaret Clark Gillett. Cyrtandra sericifolia ingår i släktet Cyrtandra och familjen Gesneriaceae. Inga underarter finns listade i Catalogue of Life.